# Splashed White Overo

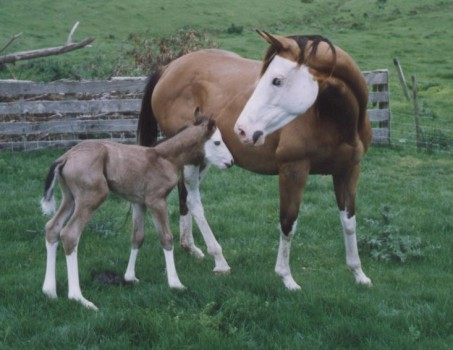
Stute und Fohlen mit Splashed White

Splashed White (SW), zu Deutsch: nordische Scheckung (auch Helmschecke, selten Klecksschecke) ist ein geflecktes Fellmuster des Pferdes, bei dem sich farbige Flächen und weiße im Fell des Pferdes abwechseln. Pferde mit ausgeprägten weißen Kopfabzeichen sind häufig taub.

## Aussehen

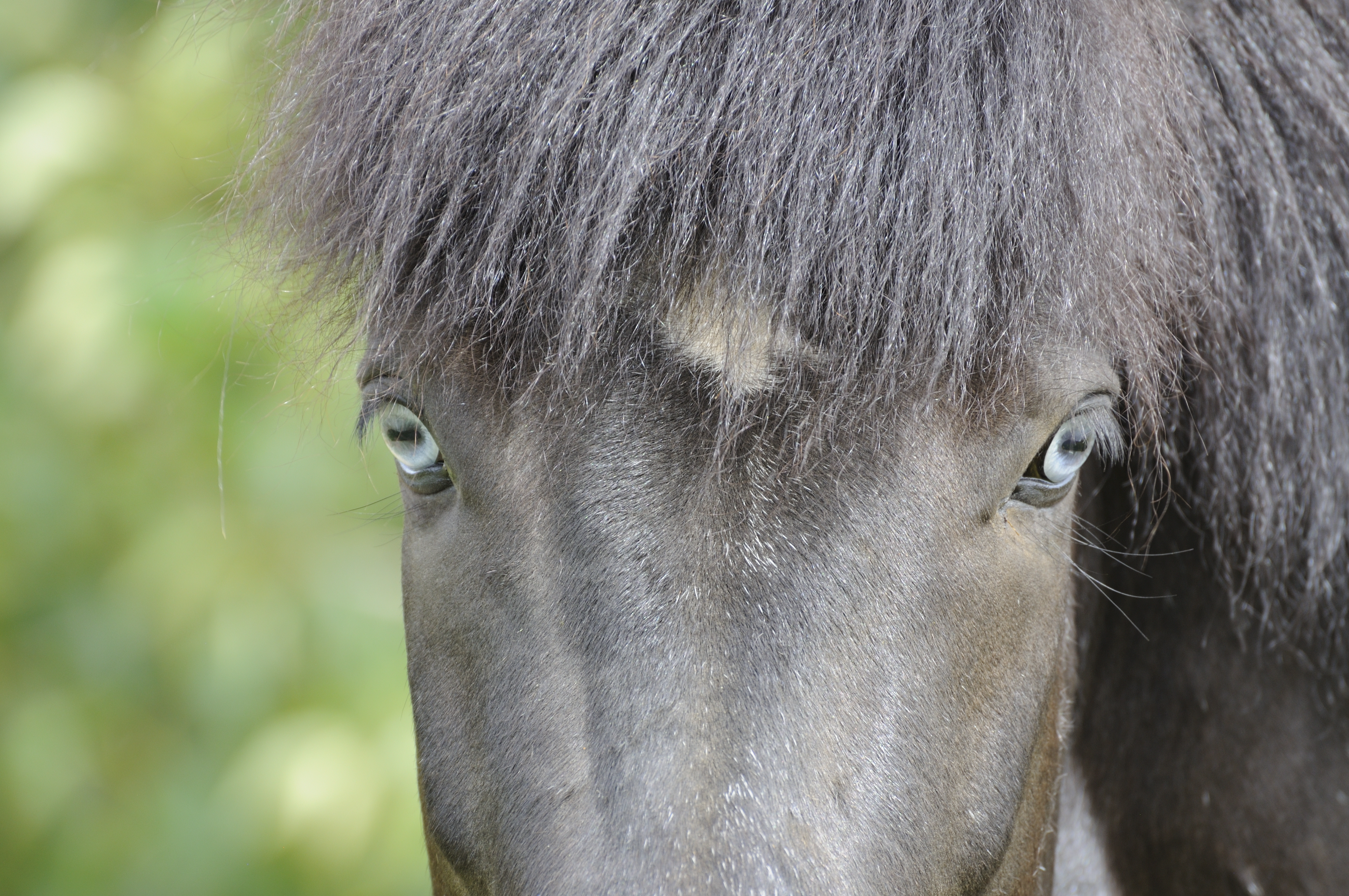
Blaue Augen ohne weiße Scheckung können auf minimales Splashed White hinweisen

Die weiße Zeichnung steigt von unten am Pferd hoch, weiße Bauchflecken, weiße Beine und große weiße Abzeichen am Kopf sowie blaue Augen sind typisch für diese Zeichnung. Splashed White kann durch mehrere Varianten in zwei verschiedenen Genen verursacht werden, für die Gentests vorhanden sind.
Die weißen Flächen der Scheckzeichnung beginnen an den Beinen und der Nase des Pferdes und steigen auf, als ob das Pferd in weiße Farbe getaucht worden wäre. Die Scheckung legt sich über die beliebige Grundfarbe des Pferdes und zeichnet sich durch klar abgegrenzte Ränder aus. Sie verursacht am Kopf meist eine breite Blesse bis hin zur Laterne, die Augen sind häufig blau. In der Regel sind auch die vier Beine des Pferdes weiß, oft bis zum Bauch des Tieres. Ein teilweise oder komplett weißer Schweif ist ebenfalls möglich.

### Minimale Ausprägung
Pferde mit minimaler Ausprägung sind rein optisch nur schwer zu erkennen. Sie zeigen keine Scheckzeichnung und können einfarbig sein, obwohl sie die genetische Anlage für Splashed White tragen. Andere haben blauen Augen oder dezente Abzeichen am Kopf oder an den Beinen.

## Varianten
Splashed White wird durch mehrere Varianten in zwei Genen verursacht: SW1, SW3, SW5, SW6, SW7, SW8 und SW9 sind Allele von MITF, während SW2, SW4 und SW10 Allele von PAX3 sind.
| Name | Informationen | Ursprung                               |
| ---- | --- | -------------------------------------- |
| SW1  | Die am häufigsten verbreitete Variante, kommt in verschiedenen Rassen vor, darunter Trakehner, Quarter und Paint Horse, Shetlandpony sowie Islandpferd. SW1 existiert bereits seit mehreren hundert Jahren und entstand vor der Gründung moderner Pferderassen. | unbekannt                              |
| SW2  | Nachgewiesen bei Quarter und Paint Horse, Noriker, Lipizzaner. Der Ursprung wurde zunächst bei der Quarter-Horse-Stute "Katie Gun" verortet, was sich später als Fehlinformation herausstellte.                                                                 | unbekannt                              |
| SW3  | Bisher nur bei dem Quarter/Paint-Horse-Hengst "TD Kid" und dessen Nachkommen gefunden. | Quarter/Paint Horse "TD Kid"           |
| SW4  | Sehr selten, nur in einer Appaloosa-Linie vorhanden. | Appaloosa "I'za Last Jet"              |
| SW5  | Entdeckung 2019, bisher in Paint Horses verschiedener Abstammung nachgewiesen. | unbekannt                              |
| SW6  | De-novo-Mutation bei einem doppelt registrierten Quarter/Paint-Horse-Hengst. | Quarter/Paint Horse "Urge"             |
| SW7  | In einer Quarter-Horse-Linie vorhanden. | Quarter Horse "Bingoshegotcolor"       |
| SW8  | De-novo-Mutation bei einem Englischen Vollblut aus einfarbigen Elterntieren. | Englisches Vollblut "Southern Phantom" |
| SW9  | Bisher nur bei Pferden der Rasse Pura Raza Española eines Züchters nachgewiesen. | unbekannt                              |
| SW10 | Bisher nur bei Pferden der Rasse Pura Raza Española eines Züchters nachgewiesen. | unbekannt                              |

## Gesundheit
Pferde mit ausgeprägten weißen Kopfabzeichen sind häufig taub. Zugrunde liegt das Fehlen von Melanozyten im Innenohr. Haarzellen sterben ab, welche für die Wahrnehmung von Geräuschen notwendig sind. In manchen Linien und Familien treten diese Probleme wiederholt auf.
Einige homozygote Varianten von Splashed White sind vermutlich embryonal letal, da sie bisher noch nicht nachgewiesen werden konnten. Dazu gehören SW3, SW4, SW5, SW6, SW7 und SW8.

## Mischformen

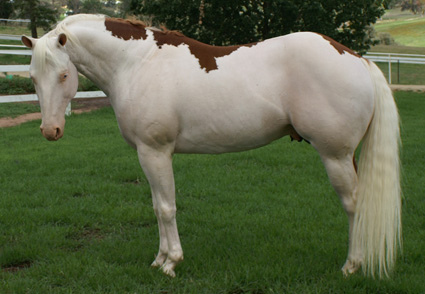
Paint Horse Hengst getestet SW1/n, SW2/n sowie O/n (Overo-Lethal-White-Gen)

Zusätzlich zum Splashed-White-Gen kann ein Pferd weitere Scheckungsgene tragen. Dadurch entstehen dann Scheckmuster, die Charakteristiken beider Ursprungsscheckungen besitzen. Mischen sich mehrere Zeichnungen, können maximale Zeichnungen entstehen, die so weit ausgeprägt sind, dass das Pferd komplett weiß ist. Eine Mischung aus Tobiano und Splashed White kann ein vollkommen weißes Pferd erzeugen.